# Germania (Schiff, 1846)
Der Raddampfer Germania wurde 1846 auf dem Schiffbauplatz Obříství von der Maschinenbaufabrik Edward Thomas gebaut.

## Die Zeit bis 1851
Im Herbst 1845 begann der Bau des hölzernen Schiffes durch die Maschinenbaufabrik Edward Thomas in Obříství südlich von Mělník. Gebaut wurde es im Auftrag der John Andrews gehörenden K. K. priv. Elbe-Dampfschiffahrt. Die Leitung des Baus hatte Joseph John Ruston. Sowohl die Dampfmaschine wie auch der Dampfkessel wurden von der Firma John Penn and Sons geliefert. Der für Ende März 1846 geplante Stapellauf wurde mehrfach verschoben und fand im Mai 1846 statt. Nach einigen Probefahrten wurde das Schiff ab dem 18. Juni 1846 auf der Strecke zwischen dem an der Elbe gelegenen Obříství und Dresden eingesetzt. Ab diesem Zeitpunkt fuhr das Schiff zwischen Mai und November zwei Mal in der Woche die Strecke Obříství – Dresden und zurück. Da die bei Mělník mündende Moldau noch nicht schiffbar war, war Obříství der Endpunkt. Von hier wurden die Passagiere mit Kutschen nach Prag gefahren.
Am 26. Juli 1846 kam es bei Großpriesen zu einem schweren Unfall. Die flussabwärts fahrende Germania rammte die flussaufwärts fahrende Prinz Albert. Während die Germania nur eine leichte Beschädigung am Bug erhielt, wurde bei der Prinz Albert ein Seitenrad und die Küche zerstört.
Am 20. Juli 1850 fuhren die Erzherzogin Sophie von Österreich und Prinzessin Amalie von Sachsen auf ihrer Reise von Wien mit der Germania von Obříství nach Pillnitz.
Die Germania erreichte eine Höchstgeschwindigkeit von 10,1 Knoten.

## Die Zeit nach dem Verkauf
John Ruston, der nach dem Tod von John Andrews die Schifffahrtsgesellschaft übernommen hatte, sah in der am 6. April 1851 eröffneten Eisenbahn Dresden–Prag eine Konkurrenz und für die Personenschifffahrt auf der Elbe keine Zukunft mehr. Aus diesem Grund verkaufte er am 3. Februar 1851 neben der Germania auch die anderen beiden Schiffe Constitution und Bohemia inklusive der Schifffahrtskonzession für 25.000 Taler an die Vereinigte Sächsisch-Böhmische Dampfschiffahrt. Im Herbst 1857 wurde das hölzerne Schiff abgewrackt.

## Die Dampfmaschine
Die Maschine war eine oszillierende Niederdruck-Zweizylinder-Zwillings-Dampfmaschine mit Einspritzkondensation mit einer Leistung von 110 PS. Gebaut wurde sie, wie auch der Drei-Flammrohr-Kofferkessel, von der englischen Maschinenbauanstalt John Penn and Sons. Der Verbleib der Maschine ist unbekannt.

## Kapitäne des Schiffes
- Wilhelm Gaube 1855
- Carl Protze 1856–1857